# 黔丹サゴリ駅
黔丹サゴリ駅（コムダンサゴリえき）は、大韓民国仁川広域市西区旺吉洞にある仁川交通公社（仁川都市鉄道）2号線の駅である。駅番号はI203。「サゴリ」とは朝鮮語で「十字路」という意味である。

## 駅構造

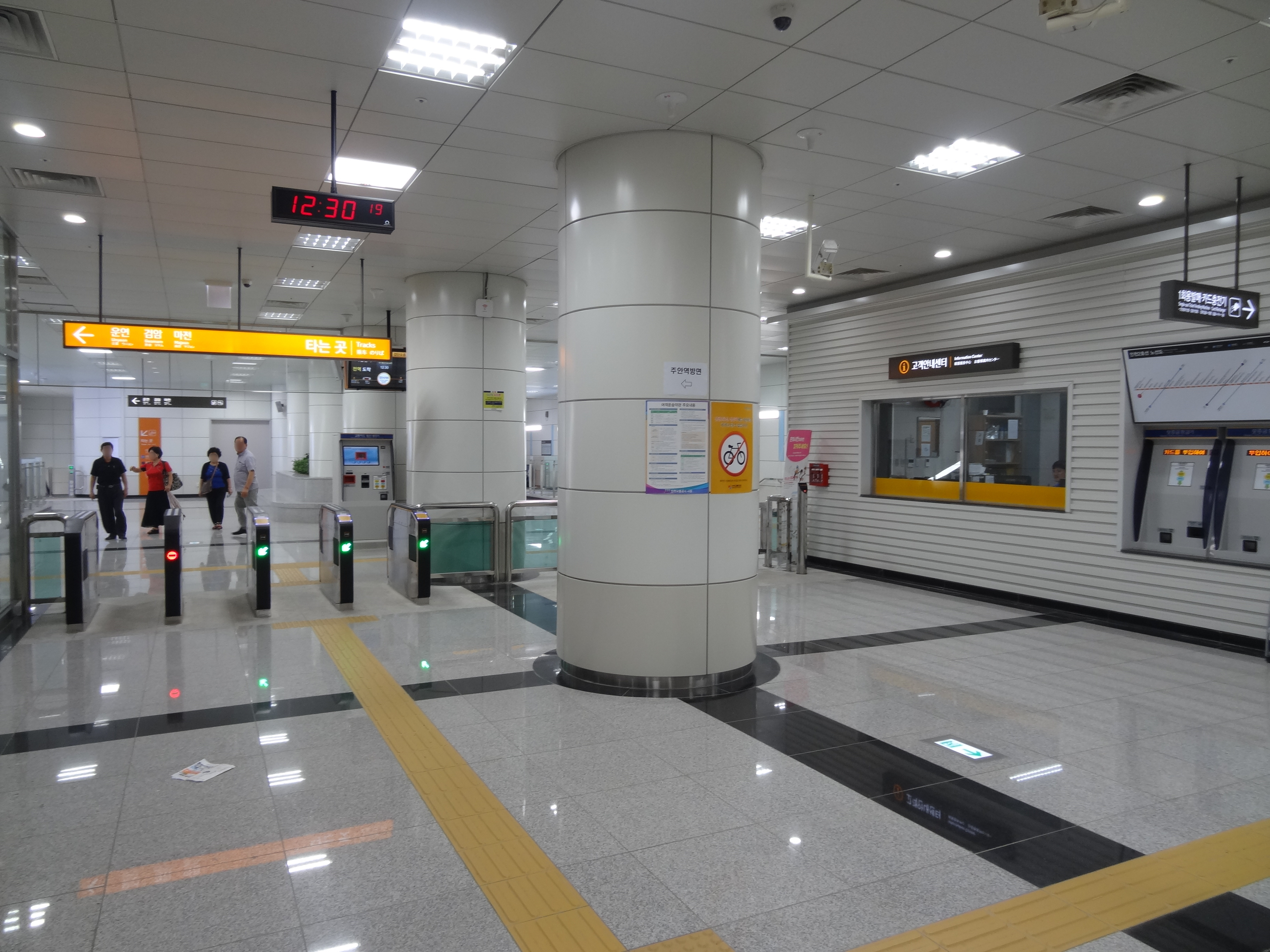
改札口

相対式ホーム2面2線の地下駅である。

### のりば
| 上り | ●2号線 | 黔丹梧柳方面                   |
| 下り | ●2号線 | 黔岩・朱安・仁川市庁・雲宴方面 |

## 駅周辺
- 黔丹交差点
- 黔丹モッコリタウン
- 黔丹1洞住民センター
- 黔丹郵便局
- 仁川旺吉初等学校（朝鮮語版）
- 黔丹中学校（朝鮮語版）
- 仁川金谷初等学校（朝鮮語版）
- ロッテシネマ黔丹
- 黔丹老人会館
- オンヌリ病院

## 歴史
- 2015年10月5日：黔丹サゴリ駅に駅名確定[2]。
- 2016年7月30日：2号線開通と同時に営業開始[3]。

## 隣の駅
仁川交通公社（仁川都市鉄道）
●2号線
旺吉駅 (I202) - 黔丹サゴリ駅 (I203) - 麻田駅 (I204)